# Guo Yan
Guo Yan, född 24 juni 1982 i Peking, är en kinesisk bordtennisspelare.
Vid världsmästerskapen i bordtennis 2005 i Shanghai tog hon VM-silver i damsingel, VM-brons i mixeddubbel och VM-brons i damdubbel.
Två år senare vid världsmästerskapen i bordtennis 2007 i Zagren tog hon VM-brons i mixeddubbel.